# Cantuaria myersi
Cantuaria myersi là một loài nhện trong họ Idiopidae.
Loài này thuộc chi Cantuaria. Cantuaria myersi được Raymond Robert Forster miêu tả năm 1968.